# Seututie 174
Pour les articles homonymes, voir Route 174.
La route régionale 174 (finnois : Seututie 174) est une route régionale allant de Myrskylä jusqu'à Kimonkylä à Lapinjärvi en Finlande,,.

## Présentation
La seututie 174 est une route régionale d'Uusimaa.

## Parcours

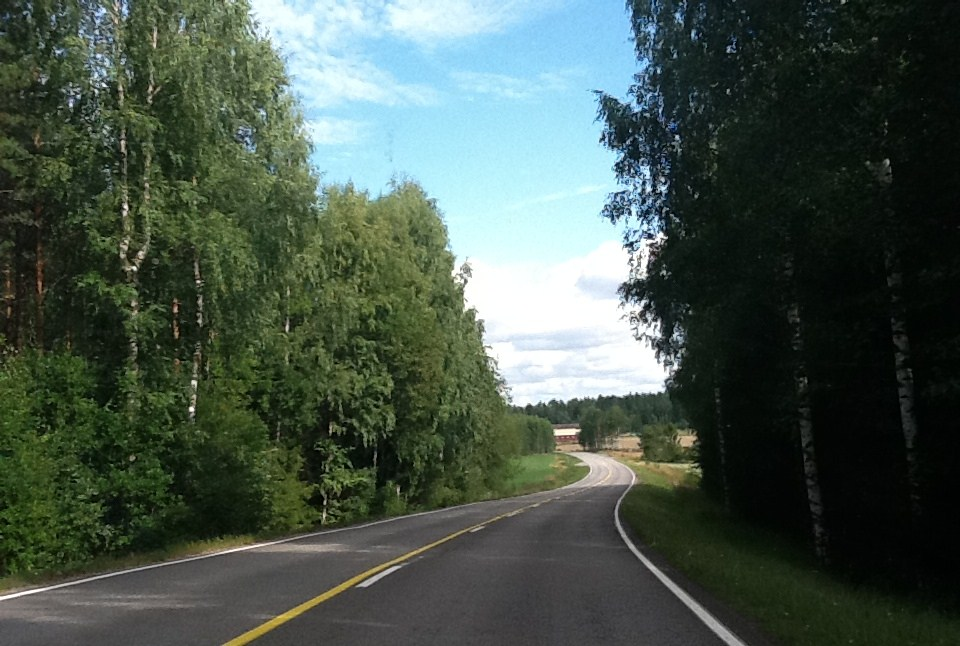
La Seututie 174 à Myrskylä.

- Myrskylä
- Orimattila
  - Artjärvi
- Lapinjärvi
  - Kimonkylä